# Marske Pioneer 3

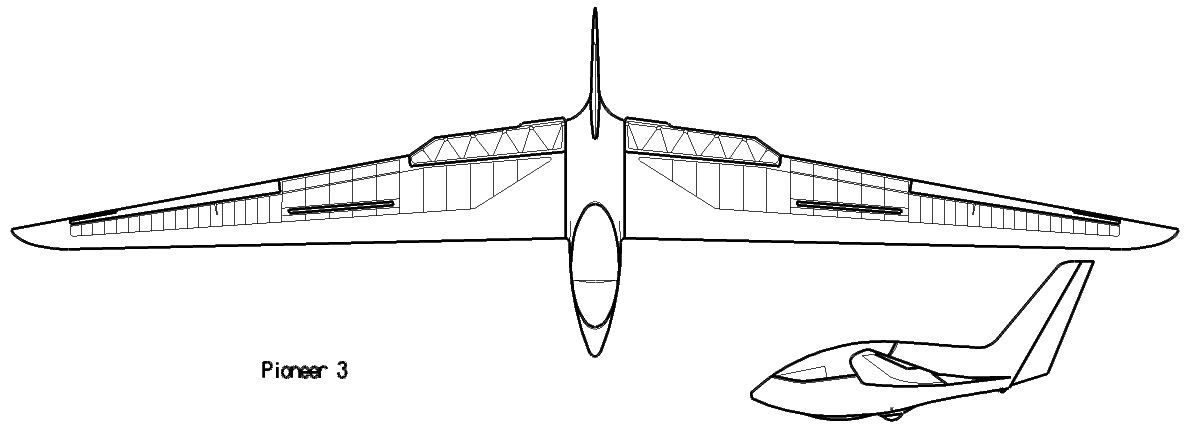
Übersichtszeichnung Marske Pioneer III

Der Nurflügel Pioneer III ist ein modernes Leistungssegelflugzeug, das von Jim Marske aus dem Pioneer IId entwickelt wurde.

## Konstruktion
Die einsitzige Kunststoffkonstruktion mit Stoffbespannung besteht aus einem kurzen strömungsgünstigen GFK-Rumpf mit gepfeiltem Seitenleitwerk und einem leicht vorwärts gepfeilten Trapezflügel mit dem S-Schlag-Profil Marske M35 mit 12,7 % Dicke. Die Höhenruder befinden sich am Flügelmittelstück, die Querruder am Außenflügel. Zusätzlich zu den beiden Querrudern hat der Flügel Bremsklappen.
Geliefert wird die Maschine als Bausatz mit fertig gebauter Torsionsnase sowie vorgefertigten Kunststoff-Endrippen. Der Holm besteht aus stranggepressten Kohlefaserprofilen wie bei der Genesis 2. Der Rumpfausbau muss selbst durchgeführt werden, die Flächenanschlüsse und wichtigsten Einbauten sind bereits fertiggestellt.
Der Bezug als fertig gebaute Maschine ist ebenfalls möglich. Preis: Bausatz 32.500 $, flugfertig 45.500 $.
Gegenüber anderen bekannten schwanzlosen Flugzeugen verfügt die Pioneer-Serie über ausgesprochen gute Flugeigenschaften.

## Pioneer IV
Rumpf des Pioneer III mit Tragflächen in Kunststoff-Schalenbauweise und modifiziertem Profil M 451 mit 12 % Dicke. Dadurch verbessert sich die Leistung laut Herstellerangaben auf eine Gleitzahl von ≈48 bei 115 km/h und ≈24 bei 210 km/h.
Mit dem Pioneer IV ist 2016 das bis dahin wohl leistungsfähigste Nurflügel-Segelflugzeug entstanden. Die Profilentwicklung erfolgt in Zusammenarbeit mit John Roncz, der auch für Burt Rutan spezielle Profile entworfen hat. Die fertige Maschine kostet 50.500 $.

## Technische Daten Pioneer III
| Kenngröße              | Daten           |
| ---------------------- | --------------- |
| Besatzung              | 1               |
| Länge                  | 4,44 m          |
| Spannweite             | 15 m            |
| Flügelfläche           | 12,73 m²        |
| Leermasse              | 202 kg          |
| max. Startmasse        | 318 kg          |
| Minimalgeschwindigkeit | 62 km/h         |
| Höchstgeschwindigkeit  | 240 km/h        |
| Gleitzahl              | 43 bei 104 km/h |
| Verwendung             | Streckenflug    |